# Conwentzia psociformis
Conwentzia psociformis là một loài côn trùng trong họ Coniopterygidae thuộc bộ Neuroptera. Loài này được Curtis miêu tả năm 1834.